# المسخل (لودر)

تعديل مصدري - تعديل

المسخل هي إحدى قرى عزلة زارة بمديرية لودر التابعة لمحافظة أبين، بلغ تعداد سكانها 220 نسمة حسب تعداد اليمن لعام 2004.